# Coppa Ciano

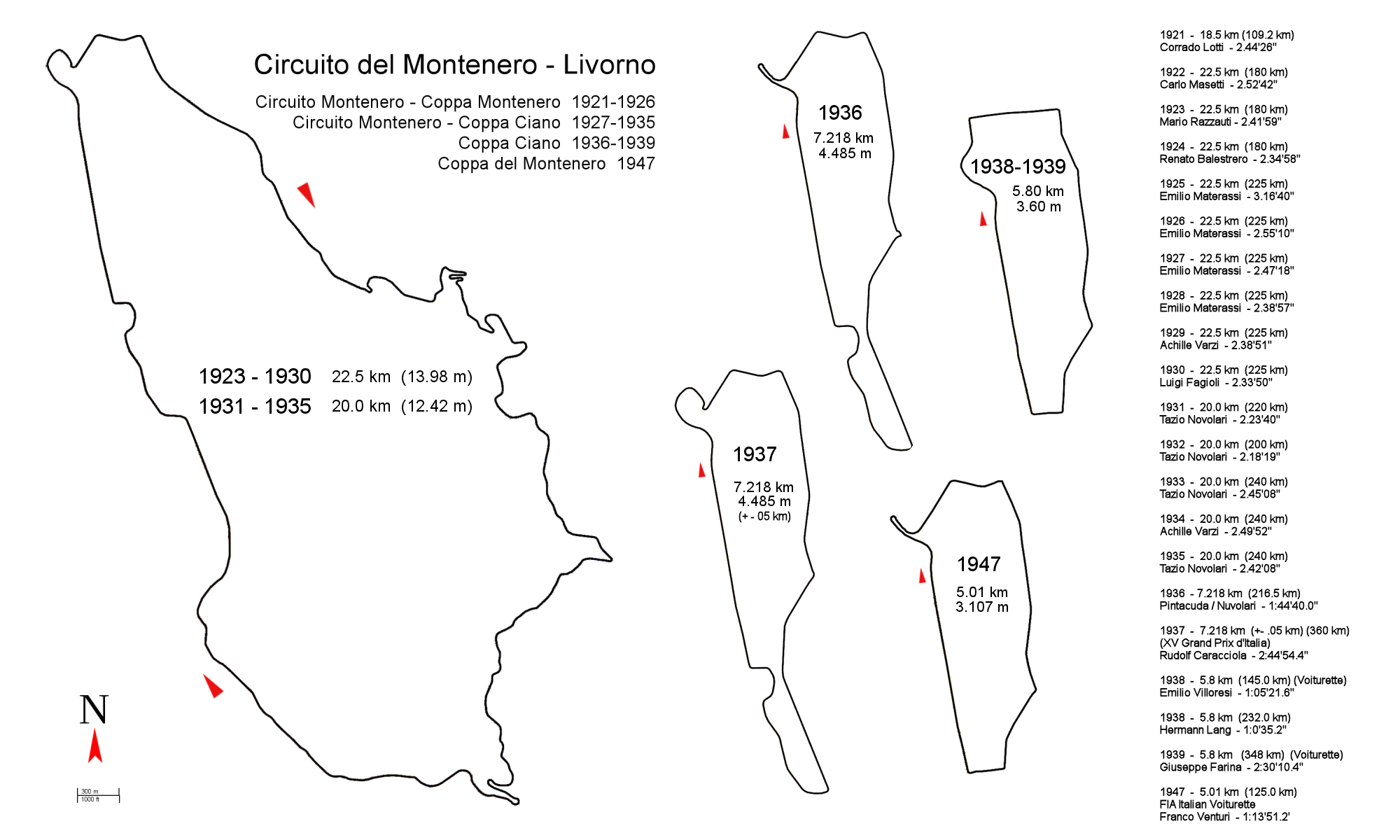
Circuito de Montenero - Coppa Ciano

La Coppa Ciano es una competición automovilística italiana iniciada en 1921. El italiano Tazio Nuvolari es el piloto que más veces ha ganado esta competición, con 5 victorias. La última edición de la prueba fue corrida en 1939, ganada por Giuseppe Farina.

## Historia
Durante los años inmediatamente posteriores a Primera Guerra Mundial, se crearon varios circuitos viales en Italia. Estos incluyeron el Circuito del Montenero en Livorno, que se convirtió en el hogar de la Coppa Montenero anual desde su inauguración en 1921. Al principio era solo un asunto local y los organizadores se encontraron rápidamente en problemas financieros. En 1923, el evento fue asumido por el Automóvil Club de Italia, asegurando su futuro a medio plazo.
En 1927, el político nacido en Livorno Costanzo Ciano donó un trofeo para el vencedor de la carrera: la Coppa Ciano. Al principio, se le otorgó al vencedor en una carrera de coches deportivos por separado, realizada dentro de la semana de la Coppa Montenero. Sin embargo, en 1929, la Coppa Ciano se fusionó con el evento principal y al mismo tiempo se convirtió en el nombre más utilizado.
El piloto Emilio Materassi ganó 4 años seguidos, entre 1925 y 1928, y se ganó el apodo de "Rey de Montenero".
En la década de 1930, el piloto italiano Tazio Nuvolari ganó esta carrera cinco veces, más que cualquier otro piloto. En su victoria de 1936, se abrió paso por el campo, venciendo a los bólidos alemanes que de otra manera eran insuperables. Esta victoria fue una de las razones que llevaron a que el Gran Premio de Italia se celebrase en el circuito de Montenero en 1937, en lugar del lugar habitual, el circuito de Monza.
La carrera de 1939 se corrió según las normas de las Voiturette y se convirtió en la última antes de que la Segunda Guerra Mundial detuviera todas las carreras durante muchos años.
En 1947 se disputó la vigésima y última edición de la Coppa Montenero, con coches sin sobrealimentación de 1500 cc. Debido a las conexiones de Costanzo Ciano con el régimen fascista abolido, ya no se llamó Coppa Ciano.

## Ganadores
| Año  | Piloto            | Automóvil       |
| ---- | ----------------- | --------------- |
| 1921 | Carlo Lotti       | Ansaldo 2000    |
| 1922 | Carlo Masetti     | Bugatti 37 1500 |
| 1923 | Mario Razzauti    | Ansaldo 2000    |
| 1924 | Renato Balestrero | OM 665          |
| 1925 | Emilio Materassi  | Itala Spl       |
| 1926 | Emilio Materassi  | Itala Spl       |
| 1927 | Emilio Materassi  | Bugatti T35C    |
| 1928 | Emilio Materassi  | Talbot 700      |
| 1929 | Achille Varzi     | Alfa Romeo P2   |
| 1930 | Luigi Fagioli     | Maserati 26M    |

| Año  | Piloto            | Automóvil                |
| ---- | ----------------- | ------------------------ |
| 1931 | Tazio Nuvolari    | Alfa Romeo 8C 2300 Monza |
| 1932 | Tazio Nuvolari    | Alfa Romeo Tipo-B 'P3'   |
| 1933 | Tazio Nuvolari    | Maserati 8CM             |
| 1934 | Achille Varzi     | Alfa Romeo Tipo-B 'P3'   |
| 1935 | Tazio Nuvolari    | Alfa Romeo Tipo-B 'P3'   |
| 1936 | Tazio Nuvolari    | Alfa Romeo 8C-35         |
| 1937 | Rudolf Caracciola | Mercedes-Benz W125       |
| 1938 | Hermann Lang      | Mercedes-Benz W154       |
| 1939 | Giuseppe Farina   | Alfa Romeo 158           |